# 809 (szám)
A 809 (római számmal: DCCCIX) egy természetes szám, prímszám.

## A szám a matematikában
A tízes számrendszerbeli 809-es a kettes számrendszerben 1100101001, a nyolcas számrendszerben 1451, a tizenhatos számrendszerben 329 alakban írható fel.
A 809 páratlan szám, prímszám. Jó prím. Normálalakban a 8,09 · 102 szorzattal írható fel.
Pillai-prím.
A 809 négyzete 654 481, köbe 529 475 129, négyzetgyöke 28,44293, köbgyöke 9,31786, reciproka 0,0012361. A 809 egység sugarú kör kerülete 5083,09691 egység, területe 2 056 112,702 területegység; a 809 egység sugarú gömb térfogata 2 217 860 234,0 térfogategység.
A 809 helyen az Euler-függvény helyettesítési értéke 808, a Möbius-függvényé −1.